# Гургант Великий
Гургант Великий (Гургант ап Кинвин; валл. Gwrgant Fawr, Gwrgant ap Cynfyn; V—VI века) — правитель Эргинга; сын Кинвина.

## Биография
После смерти отца Гургант был изгнан с престола узурпатором Гурводу Старым, однако он смог вернуть трон в начале VI века. Несмотря на громкое прозвище, о Гурганте ничего подробного неизвестно.
Из Книги Лландава:Да будет известно, что Гурган, сын Кинвина, король Эргинга, отдал епископу Лунапею, и святому Дубрициусу, и святому Тейло, и церкви Лландава, и всем ее пасторам навечно особняк Лоуден с тремя унциями земли (324 акра), и со всей ее свободой, без какой-либо платы, любому смертному человеку, большому или малому, кроме церкви Лландава и ее епископов, и со всем общим имуществом в поле и в лесу, в воде и на пастбищах. Из духовенства свидетелями являются епископ Лунапей; Комерег, аббат Мохроса; Ллутнеу, аббат Болгроса; Элхайам, аббат Ланнгорбока; Гвортог, аббат Ланндеви; Битен, принц Ланндугарта; Гвенвор, аббат Ланнгартбенни; и его ученик Гурвареу; из мирян - король Гурган и его сыновья Морган и Карадок, Гуфрук, Гурутон, сын Мабона, Гуиртафан, Гвитгон, сын Гуртафара, Киног, Гворгол, сын Клемвиса. Кто будет хранить его, да сохранит его Бог; и кто бы ни отделил ее от церкви Лландава, да будет он проклят.
Гурган упоминается в Книге Ландава при епископе-суффрагане Эдилвиу (Эдилбинус).
Дочь Гурганта Великого, Онбрауст, вышла замуж за короля Гвента Мейрига ап Теудрига. Согласно уэльским генеалогиям, от инцеста его детей Оуайна и Морфуд, родился Гвитир, который считался отцом Гвенхвифар, прототипа Гвеневры..
После смерти Гурганта правителем Эргинга стал Морган. 